# Crooks’ Corner

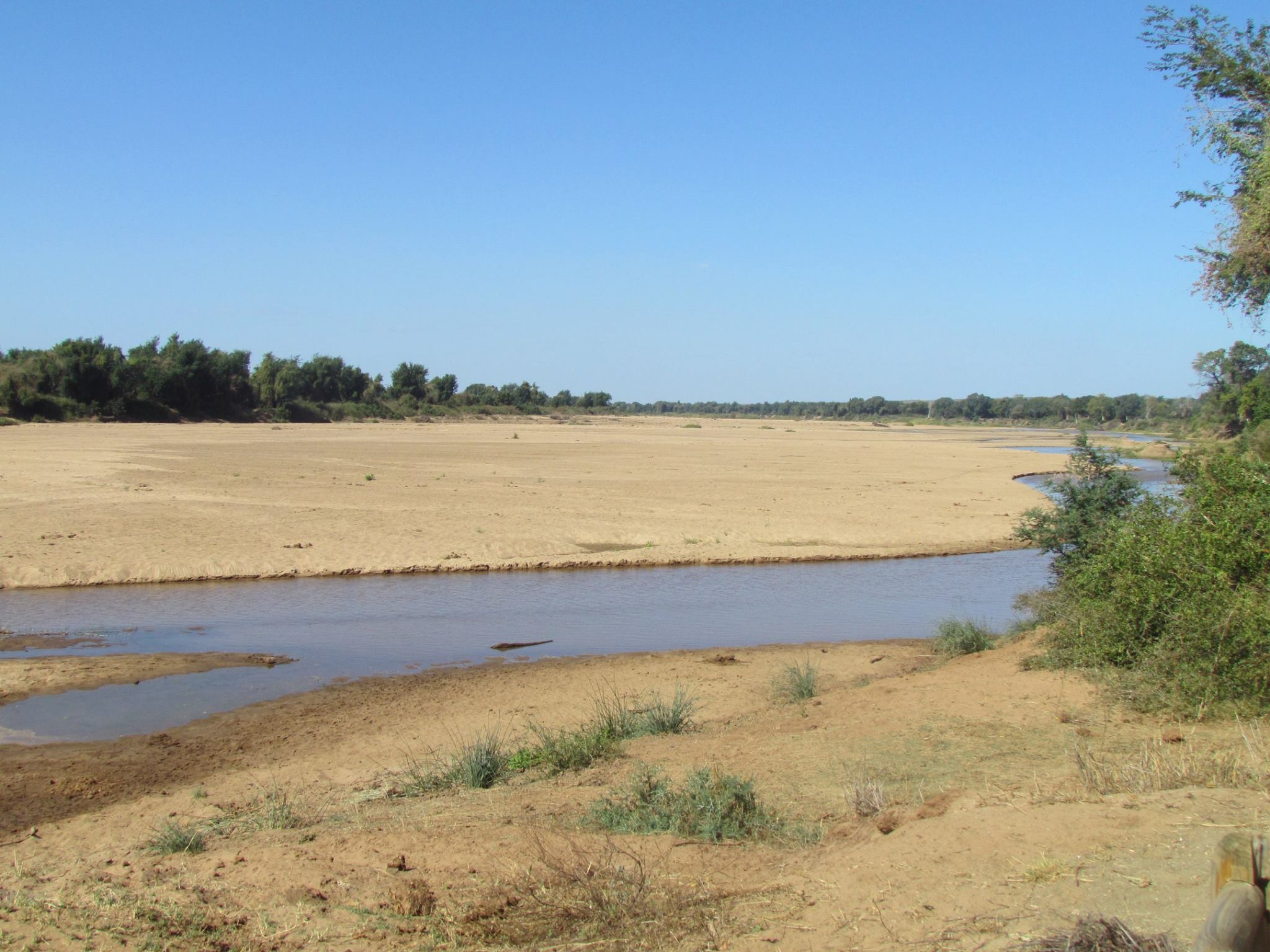
Zusammenfluss der Flüsse Limpopo und Luvuvhu, Pafuri

Als Crooks’ Corner (en: Gauner-Winkel) (auch ohne Apostroph geschrieben) wird ein Platz auf einer Landzunge im äußersten Norden des Kruger-Nationalparks (in der „Makuleke Concession“) am Zusammenfluss der Flüsse Limpopo und Luvuvhu bezeichnet, der das Dreiländereck Südafrika-Simbabwe-Mosambik markiert. Der Schnittpunkt der Staatsgrenzen von Mosambik und Simbabwe mit der von Südafrika liegt im Flussbett des Limpopo vor der Einmündung des Luvuvhu. 
Im 19. Jahrhundert, vor dem Bau einer Polizeistation, war der Platz ein Versteck für Wilderer, Schmuggler und Gesetzesflüchtige, die sich der Verfolgung durch Ranger und Polizei durch den Wechsel in eines der angrenzenden Länder – in der Trockenzeit zu Fuß über den nahezu trockenen Limpopo – entziehen konnten. Von den sich dort aufhaltenden Gesetzesflüchtigen hat der Ort auch seinen Namen erhalten.
Das Gebiet um Crooks’ Corner gehört zu den Gebieten des Kruger-Nationalparks mit der höchsten Artenvielfalt.